# Laverda Hockey Breganze 1981-1982
Questa voce raccoglie le informazioni riguardanti il Laverda Hockey Breganze nelle competizioni ufficiali della stagione 1981-1982.

## Maglie e sponsor
| 1ª divisa |

## Rosa
Rosa completa della stagione:
| N° | Naz.              | Ruolo | Sportivo                    |  |  |  |
| -- | ----------------- | ----- | --------------------------- |  |  |  |
|    | Italia (bandiera) | P     | Loris Basso                 |  |  |  |
|    | Italia (bandiera) | A     | Francesco Brian             |  |  |  |
|    | Italia (bandiera) | D     | Mario Carraro (1958)        |  |  |  |
|    | Italia (bandiera) | D     | Tiziano Cogo (1966)         |  |  |  |
|    | Italia (bandiera) | A     | Mariano Guerra (1955)       |  |  |  |
|    | Italia (bandiera) | C-A   | Carlo Maculan (1957)        |  |  |  |
|    | Italia (bandiera) | A     | Giorgio Maculan (1961)      |  |  |  |
|    | Italia (bandiera) | D     | Roberto Munari (1963)       |  |  |  |
|    | Italia (bandiera) | A     | Antonio Poli                |  |  |  |
|    | Italia (bandiera) | D-A   | Sante Mauro Saccardo (1963) |  |  |  |
|    | Italia (bandiera) | P     | Giambattista Stella (1951)  |  |  |  |
|    | Italia (bandiera) | A     | Lorenzo Tamiello (1966)     |  |  |  |
|    | Italia (bandiera) | A     | Rinaldo Veronese (1961)     |  |  |  |
|    | Italia (bandiera) | D     | Alberto Zappon (1959)       |  |  |  |